# Шелом

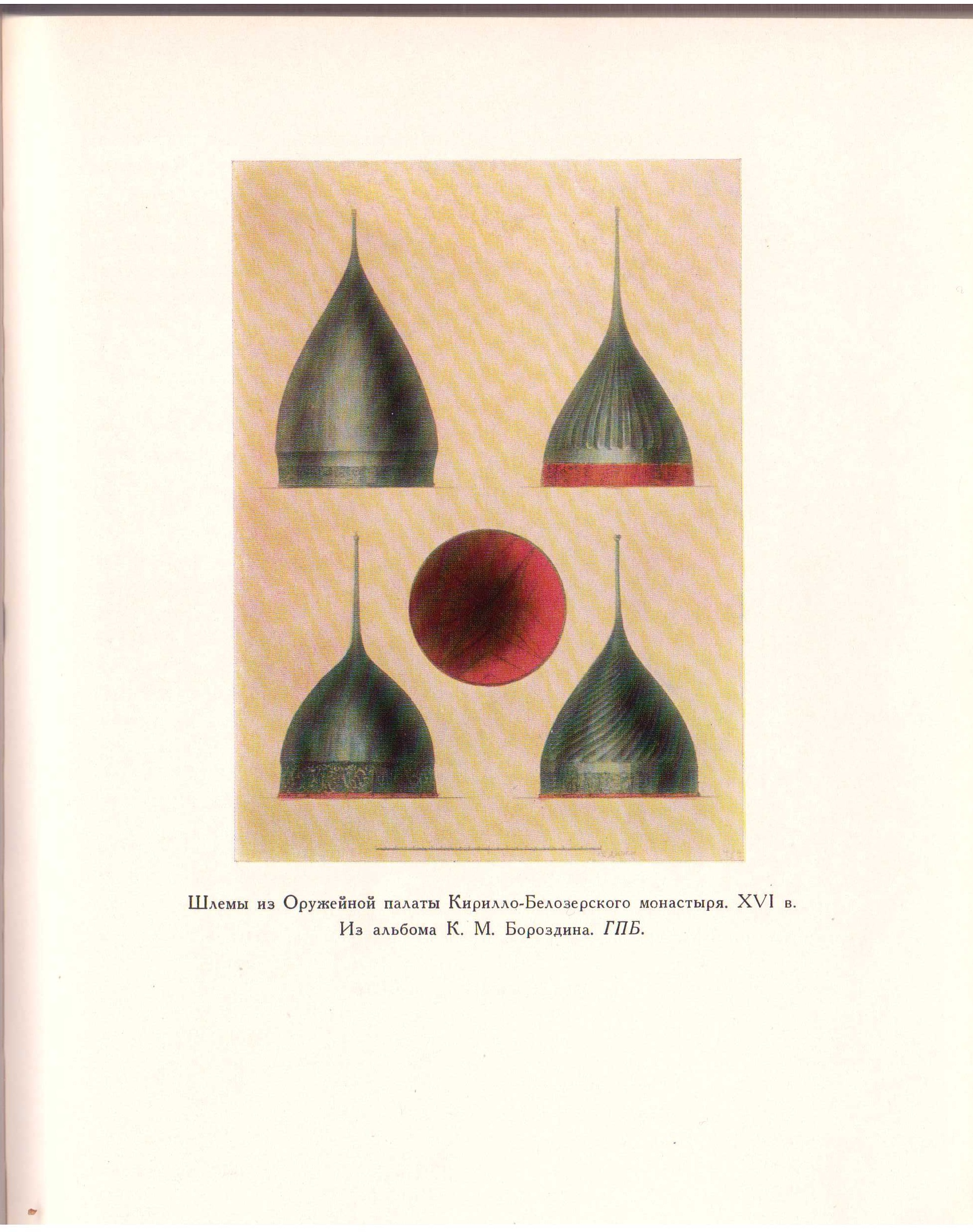
Русские шеломы из арсенала Кирилло-Белозерского монастыря. Рисунок К. М. Бороздина.

Шело́м (праслав. šеlmъ, заимствование из др.-герм. helmaz — шлем, родственно  др.-инд. c̨árman — защита, покрытие), Шоло́м — тип шлема, который использовался в Средние века и Новое время на Руси и в азиатских государствах. Отличительной чертой является высокая сфероконическая форма с обратным изгибом конической части. По мнению некоторых оружиеведов, термин «шелом», помимо обозначения конкретного вида защитного наголовья, также был и общим термином, обозначавшим шлем. Однако применительно к периоду со второй половины XV века и до конца XVII века шелом обозначал конкретный вид русского шлема. На данный момент известно почти полсотни русских шеломов XVI века.

## История и изучение находок
В России в раннем средневековье использовался сфероконический шлем, во второй половине XVI века этот тип сменили шишаки и ерихонки.
В 1894 году в окрестностях урочища Королевина около села Таганча крестьяне раскопали один из курганов, в котором нашли древний шлем, который через два года был описан И. А. Хойновским как принадлежащий славянскому князю.   Однако позже, ряд исследователей относят это захоронение к кочевым чёрными клобуками. Наличие развитого наносника ограничивает временные рамки XIII веком, поскольку этот век стал последним этапом всеобщего распространения шлемов с неподвижными наносниками.
В 1895 году около Ипатьевского переулка Москвы, в районе Китай-города, в результате раскопок было обнаружено сразу пять шлемов, пять кольчуг и одиннадцать боевых копий, датированных благодаря найденным монетам 1547 годом. Кроме этого известны шеломы из Кирилло-Белозерского монастыря, Новгорода  и др.
Сфероконические шлемы разделяются по способу изготавления на пять разновидностей:
- Сфероконические шлемы с накладным наносником, приклеплённым заклёпками
- Сфероконические шлемы с монолитным наносником
- Сфероконические шлемы с редуцированным наносником, обрезанныи на нижнем уровне шлема
- Открытые сфероконические шлемы без наносника
- Сфероконические шлемы с полями на нижней части

В 2015 году два хорошо сохранившихся шлема XVI века было найдено при раскопках в бывшем селе Игнатьевское у Звенигорода. В следующем году, после реставрации, находки были переданы в Звенигородский историко-архитектурный и художественный музей.

## XII—XIV века

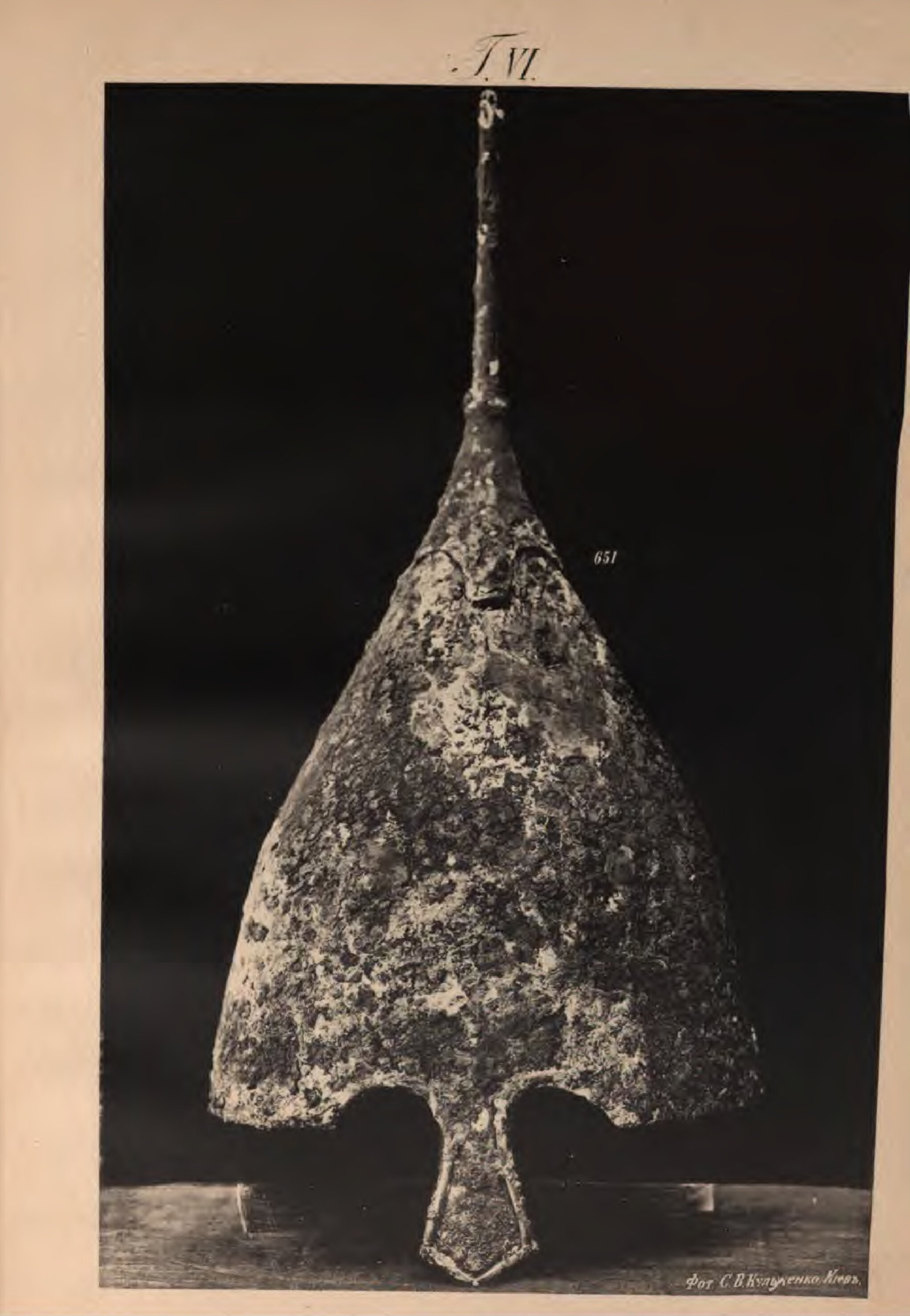
Шлем, найденный в 1894 году у села Таганча

С XII века на Руси получают распространение шлемы с высокой сфероконической тульей, с наносником и полувырезами для глаз, увенчанные шпилем. Причём шпиль часто крепился расклёпкой в «яблоке» — шаровидном навершии шлема. «Яблоко» было верхней частью конической втулки, являвшейся верхней частью тульи. Эта втулка в основании иногда отличалась четырьмя выступами, служащими для её приклёпки к тулье. Шеломы часто снабжались бармицей, крепящейся с помощью цилиндрических втулок, а с XIII века — на петли. 

По конструкции шеломы были клёпанные либо паяные (медью, бронзой или серебром) из двух половин (передней и задней либо из двух боковых), и, возможно, монолитные. Наносник был либо монолитен с тульёй, либо приклёпывался на неё. Вероятно, эти шеломы связаны с кипчакским влиянием. По крайней мере, они применялись не только русскими, но и многими соседними кочевниками, однако предполагают, что значительная часть кочевнических шлемов сделана русскими кузнецами. Ко времени монгольского нашествия относятся шлемы с редуцированными наносниками — полагают, они были таковыми с целью увеличения обзора для удобства стрелять из лука. 

Похожие шлемы встречаются и на Кавказе, и в Волжской Болгарии. Один подобный шлем также найден в Венгрии. К тому же тогда бытуют шлемы без явно выраженного подвершия (Мировка). Некоторые шлемы декорировались — например, шлем из Таганчи украшен серебряной насечкой. Высота корпуса составляла 20—25 см, диаметр основания 19—25 см, причём иногда в длину шлемы были больше, чем в ширину. А толщина металла корпуса была невелика — не более 1,5 мм. Толщина наносника обычно больше — до 3 мм. Из всех шлемов до XIII века, по данным археологии с территории Руси, данный тип составлял почти четверть, таким образом, вероятно, являясь более распространённым, чем какой-либо другой тип. Эти шлемы получили распространение благодаря форме, наиболее подходящей в районах конно-сабельного боя.

## XIII—XVI века

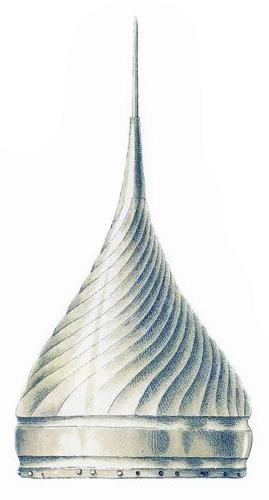
Русский шелом XVI в. Литография из альбома Ф. Г. Солнцева «Древности Российского государства»

Со второй половины XIII века встречаются шлемы с ровным ободом без наносников. Они были также склёпаны или спаяны из нескольких частей либо из одной. Тулья нередко гранёная либо с рифлением. Свою роль в формирование шлемов внесло и монгольское нашествие, а также иранское влияние, где такие шлемы были распространены. Похожие шлемы бытовали и на Балканах, и в Турции, и в странах Средней Азии. В XVI веке высокие шлемы на Руси занимают господствующее положение. К примеру, на картине 1530 года, изображающей битву под Оршей, почти все русские воины изображены в таких шлемах. Их высота могла превосходить 30 см, а минимальная толщина металла — 1,2—1,8 мм. Дополняться они могли бармицами, не позднее XIV века — наушами, а примерно с XV — козырьком (в таком случае нередок был скользящий наносник). Существовали шлемы с полями, но были крайне редки. В Азии (но не на Руси) иногда к шлему, чаще на козырёк, устанавливалась втулка для плюмажа. Позднее имеют некоторое хождение ерихонки с шлемовидным куполом. Форма тульи шлемов называется колоколовидной, по она близка к шлемовидным главам Церквей. Однако шлемы отличались разнообразием форм. Одни отличались небольшой полусферической частью, плавно переходящей в коническую. У других коническое подвершье начиналось непосредственно на макушке. Иные — скорее можно назвать цилиндросфероконическими, такие иногда полностью украшались чеканкой. Сфероконические шлемы, в которых прямые образующие конической части были касательными к полусферической, применялись в Западной Азии — они близки шлемам, но их разновидностью не являются. 

В Средней Азии в XV—XVIII веках использовались шлемы разнообразных форм, но значительная часть из них склёпывалась из 4—9 или более сегментов и стягивалась обручем, а сверху снабжались конической втулкой, шпилем же снабжались редко. На некоторых шлемах XIII—XV веков переход от полусферической к конической (с вогнутыми образующими) части был угловатым, что несколько сближало их с шатровидными шлемами и восточными бацинетами, и нашло отражение на русских миниатюрах. Подобные шлемы найдены на территории Пруссии и Польши, что связано с русским влиянием, и датируются XIV—XV веком. Русские шлемы XV—XVI века обычно с монолитной тульёй, к которой расклёпкой крепился шпиль. Причём тулья сворачивалась из одного листа металла, а шов спаивался или, реже, склёпывался. На некоторых шлемах коническое подвершье расклёпывалось и медным припоем припаивалось к тулье. Показательна находка 1895 года в Ипатьевском переулке Москвы, где было найдено сразу 5 шлемов, изготовленных раньше 1547 года. Все они — с монолитными тульями, а один — с лощатой. Один из шлемов отличается монолитным с тульёй подвершьем. На трёх шлемах было также навершие — шпиль либо пруток. Вообще же, кроме шпиля существовали и другие навершия — например, небольшой шарик, шишечка, репьё, Крест, металлический пруток, а иногда явно выраженного навершия не было. К шпилю или прутку иногда крепился яркий флажок — яловец. Так, в Сказании о Мамаевом побоище, говорится: 
доспехы же русскых сынов, аки вода въ вся ветры колыбашеся, шлемы злаченыя на главах их, аки заря утреняа въ время ведра светящися, яловци же шлемов их, аки пламя огненое, пашется.
 Однако, и на Руси, и в Азии яловцы использовались удивительно редко. К тому же их появление относят к XV — началу XVI века. Видимо, они играли субординационную функцию и применялись командирами небольших отрядов. Ранее, ошибочно считалось, что шлемы нередко надевали поверх вдвое более низких шишаков, а также мисюрок. В частности, это описано в Московских смотровых книгах; даже иностранцы отмечали, что «Русские подчас надевали двойные шишаки». Впрочем, недавние исследования показывают неправомерность таких выводов.
 Шлемы защищали от любого удара сверху, причём гораздо лучше, чем какой-либо другой шлем. Но недостатком была довольно плохая защита от боковых ударов. Высота шлема в данном случае играла роль рычага, и мощный боковой удар мог снести шлем с головы (наличие такой детали, как подбородочные ремни, на русских шлемах неизвестно). Поэтому на Руси во второй половине XVI века они вытесняются шишаками и шапками железными, лишёнными такого недостатка. К началу XVII века они практически полностью выходят из употребления.

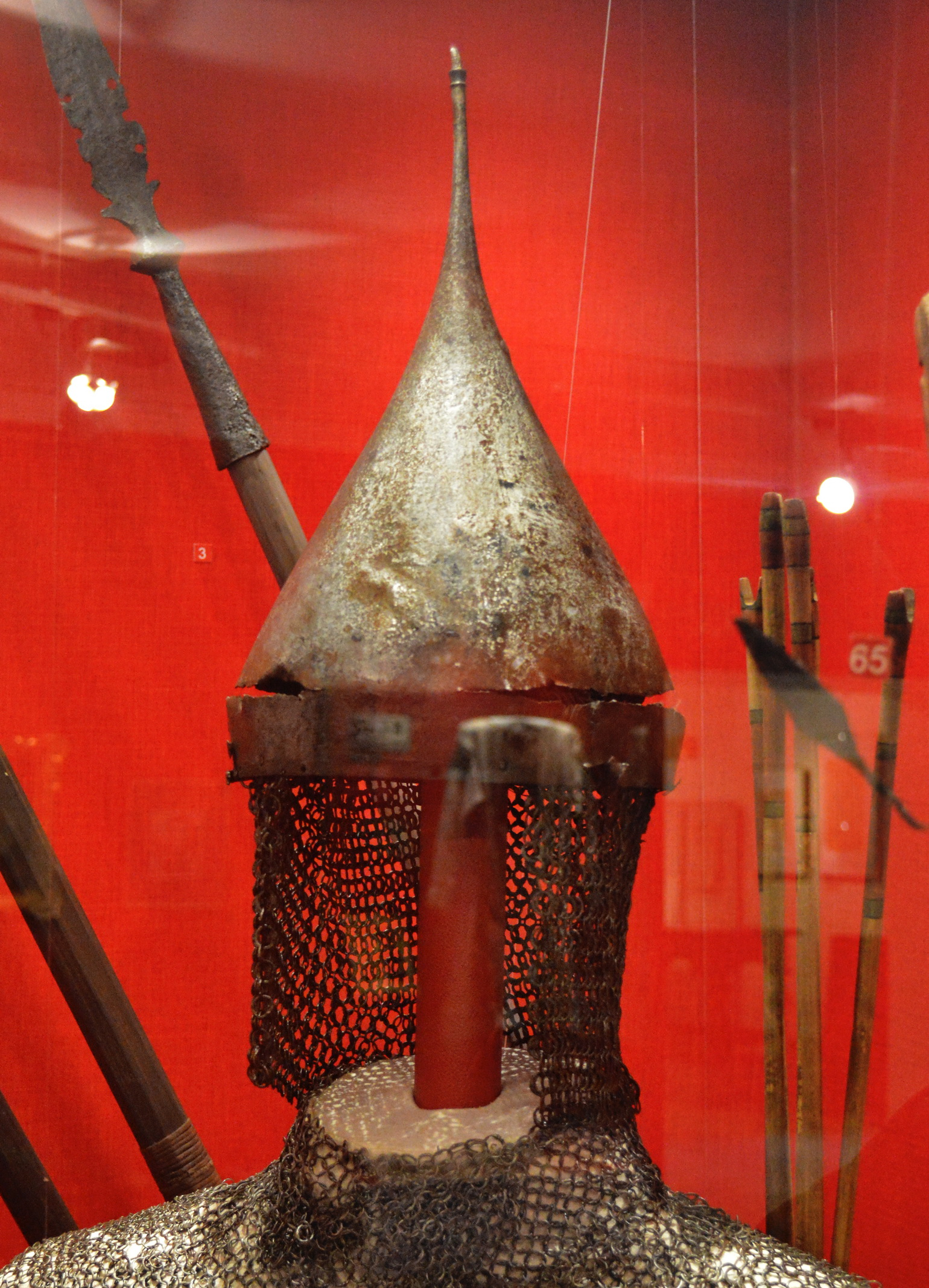
Один из шлемов Ипатьевского клада
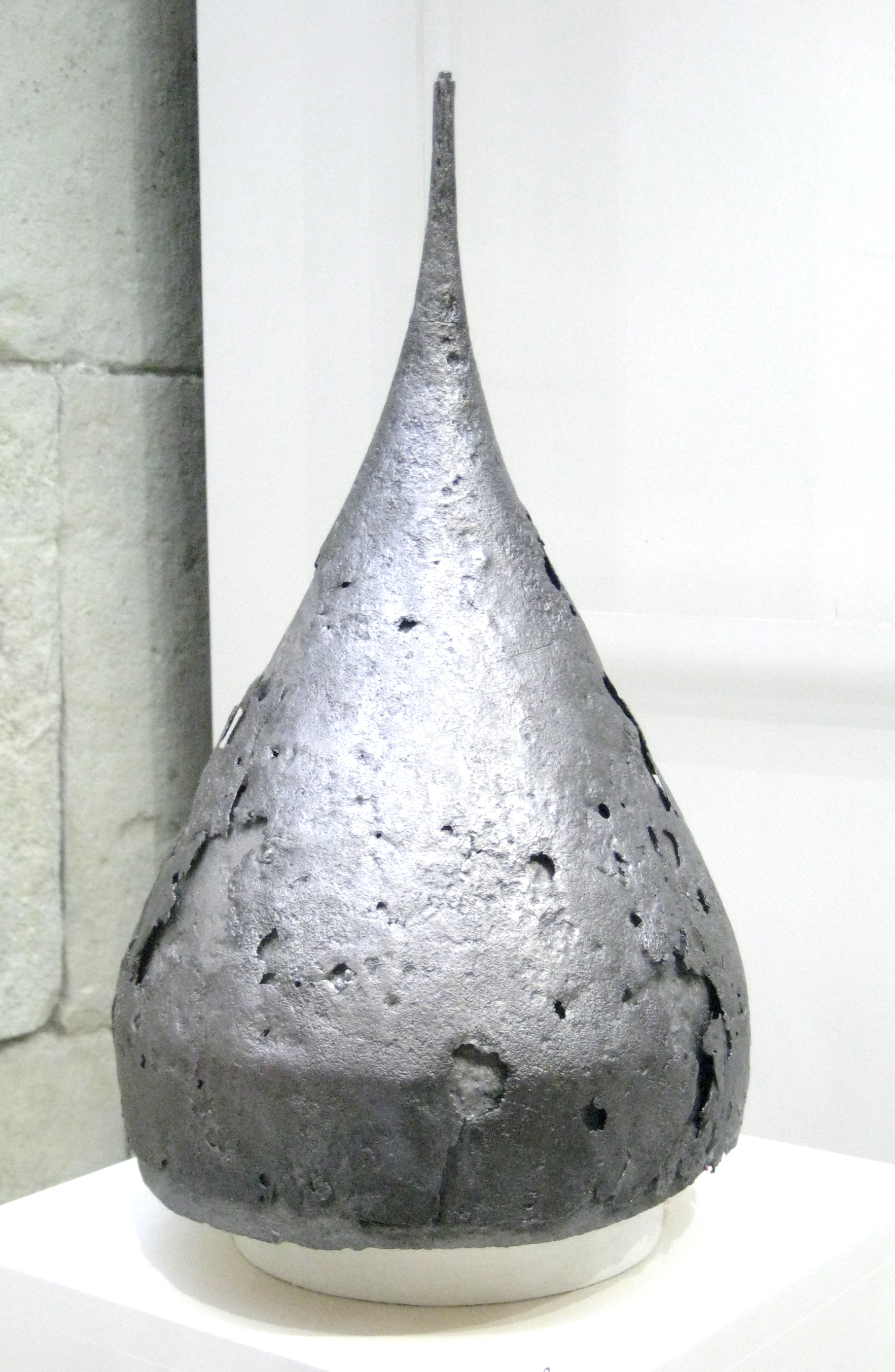
Шлем найден в 1975 году при расчистке колодца в Угловой Арсенальной башне Московского Кремля.
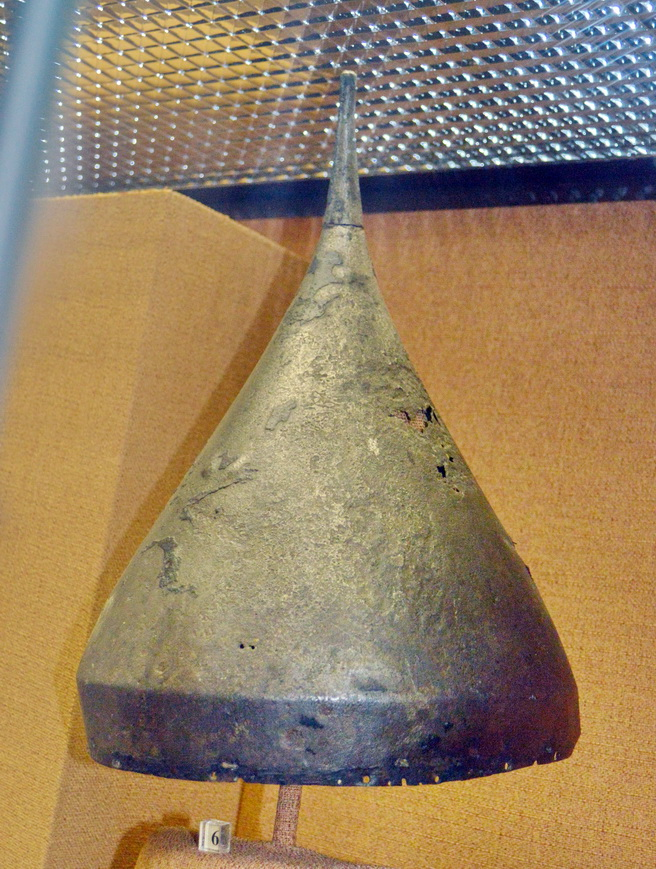
Шлем, Россия, начало XVI в. Железо, ковка. Найден в Москве на территории Китай-города.
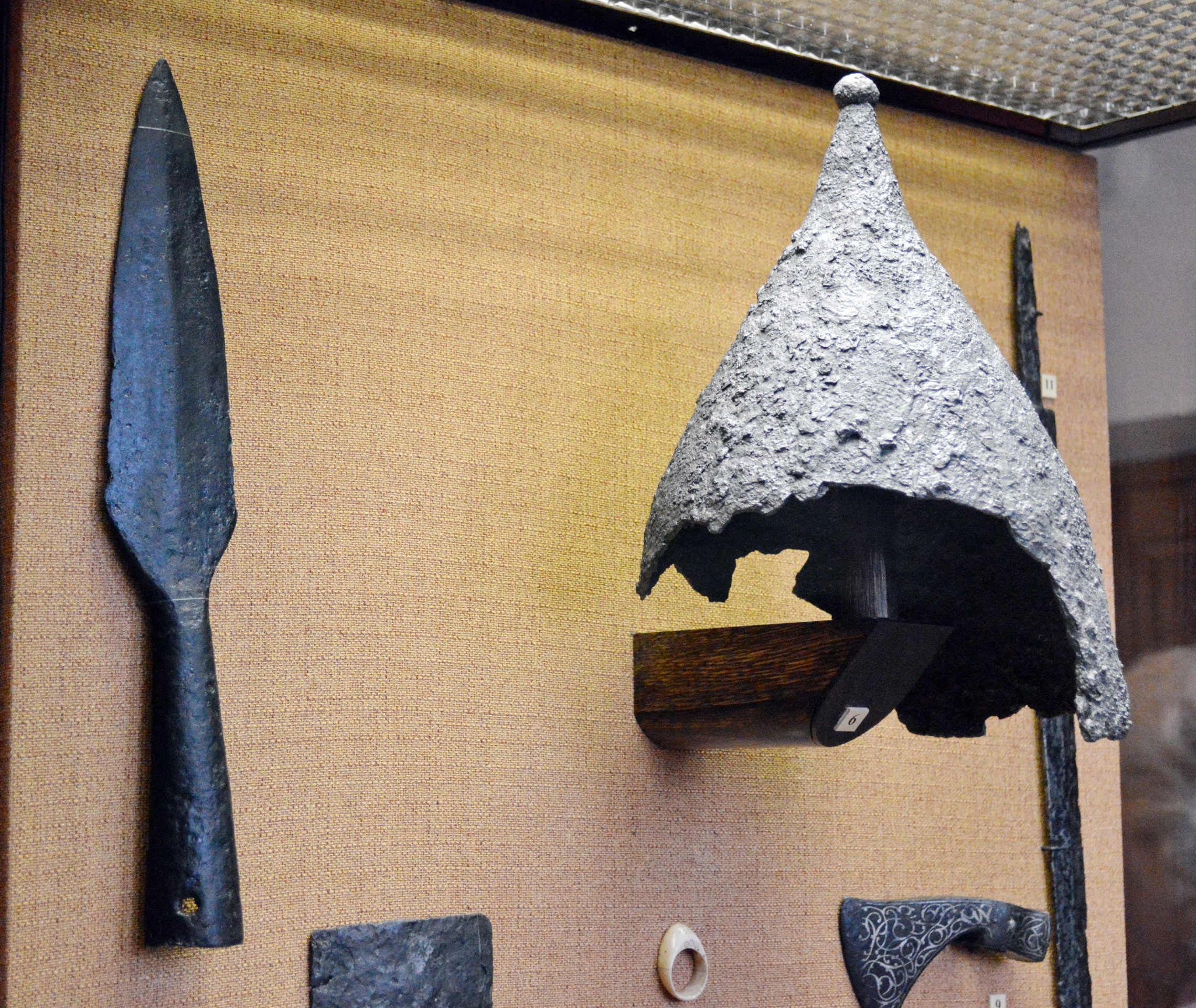
Наконечник копья и шлем кочевников (станица Ладожская). Золотая Орда, XIII–XV вв.

## Царский шлем

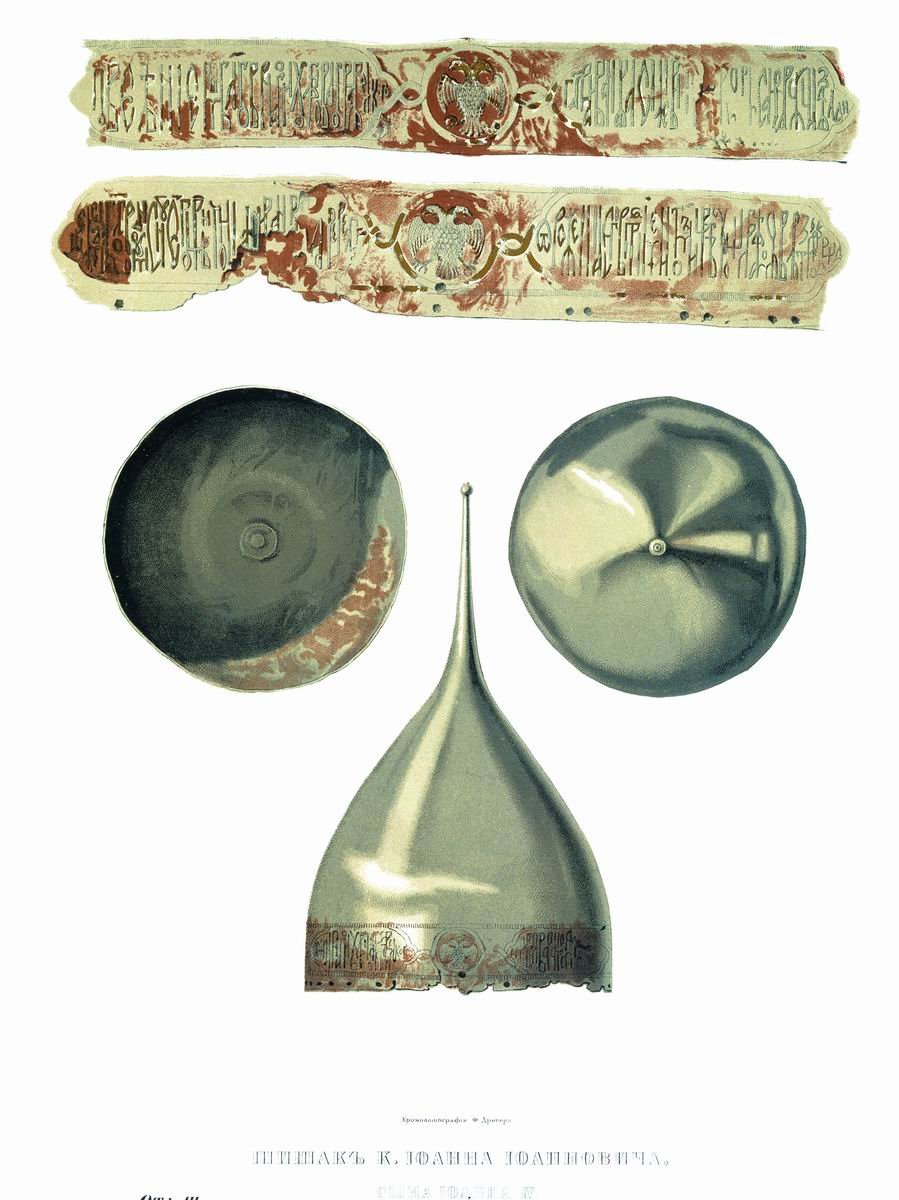
Шлем Ивана Ивановича, не позднее 1557 года

Шлем Ивана Грозного, не позднее 1547 года

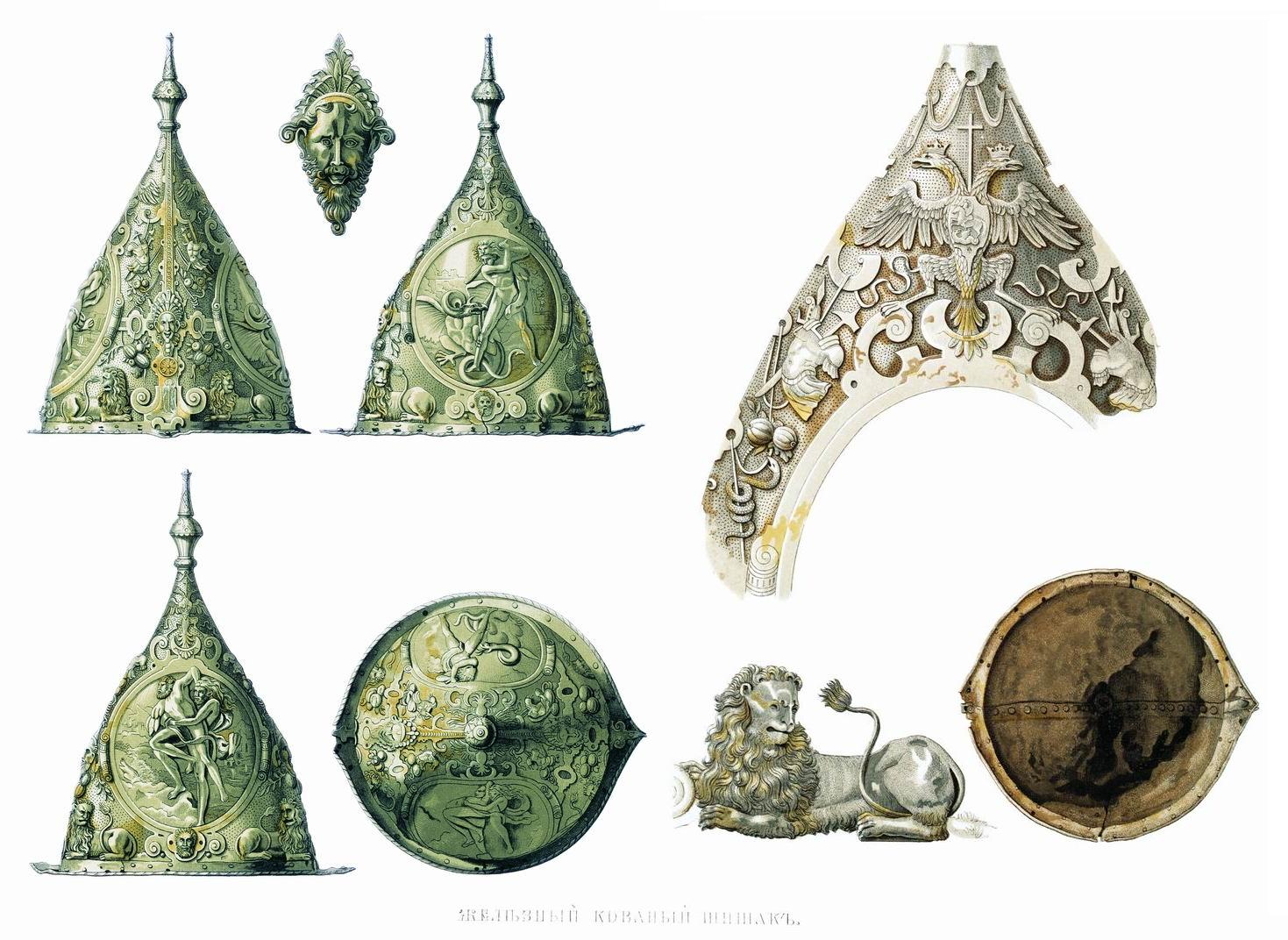
Австрийский подарочный шлем. «Шапка чеканная, золочёна, цесарское дело», 1591 г.

Наиболее известными русскими шеломами являются шелом Ивана Грозного, а также шелом царевича Ивана Ивановича. Шлем Ивана Грозного хранится в Королевской Оружейной Палате в Стокгольме, по описи 1663 года он был приобретён в 1655 году в Варшаве. По одной из легенд он был захвачен поляками в Смутное время, а в ходе польско-шведской войны был вывезен в Швецию. Согласно другой версии, шелом был захвачен шведами в результате боя близ замка Лоде.
Этот стальной шлем выкован до 1547 года, богато украшенный золотой насечкой, исполнен очень качественно. По форме он отличается от стандартных русских шеломов — она ближе к цилиндроконической, которая чаще встречалась в XV веке. Коническая часть разделена на узкие сектора, украшенные орнаментировкой в арабском стиле. По венцу кириллическая надпись: ШЕЛОМЪ КНѦЅѦ ИВАНА ВАСИЛЕВИЧѦ ВЕЛИКѠГѠ КНѦЅѦ СНА ВАСИЛІА ИВАНѠВИЧѦ ГОСПОДАРѦ ВСЕѦ РꙊСИ САМѠДЕРЖЦА (шелом князя Ивана Васильевича великого князя с(ы)на Василия Ивановича господаря всея Руси самодержца). Поскольку Иван Васильевич упомянут без титула «царь», вероятнее всего время изготовления шлема относится к раннему периоду – до 1533 года, когда будущий Иван Грозный был ещё ребёнком, и шлем был изготовлен по приказу великого князя Василия III для наследника престола.
В 1898 году председатель императорской археологической комиссии А. Бобрынский пришёл к выводу, что арабские символы на шлеме не читаются, а являются орнаментом, имитирующим арабскую вязь. В 2011 году итальянский профессор Флорентийского Университета Барбара Бруни (Barbara Bruni) пришла к заключению, что надпись не читается ни на арабском, ни на османском турецком языке. По альтернативной версии арабские буквенные символы являются христианским текстом, написанным по-арабски, и являются парафразом Библии.
Шлем сына Грозного — Ивана Ивановича — был выкован до 1557 года, хранится в Оружейной палате в Москве. Сделан из железа, украшен чеканкой, насечкой золотом (но менее богато, чем шлем его отца). Сфероконическая форма шлема такая же, как и у шлемов простых русских воинов того времени, однако он маленького размера. Имеются отверстия для крепления кольчужной бармицы. По венцу — наведённая золотом надпись вязью: «ПОВЕЛѢНІЕМЪ БЛАГОВѢРНАГО ХРИСТОЛЮБИВАГО ЦАРѦ ВЕЛИКОГО ГОСУДАРѦ ИВАНА ВАСИЛЬЕВИЧА ВСЕА РУСИІ САМОДЕРЖЦА СДѢЛАНЪ ШЕЛОМЪ СЕИ БЛАГОВЕРНОМУ СЫНУ ЕГО ЦЕСАРЕВИЧУ ИВАНУ ИВАНОВИЧУ В ЧЕТВЕРТОЕ ЛѢТО РОЖДЕНИѦ ЕГО ВЪ ПРЕИМЕНИТОМЪ ЦАРСТВУЮЩЕМЪ ГРАДѢ МОСКВѢ ВЪ ЛѢТО ЅѮЕ ІЮЛѦ ВЪ И ДЕНЬ («Повелением благоверного и христолюбивого царя великого князя Ивана Васильевича всея Русии самодержца, сделан шлем сей благоверному сыну его царевичу Ивану Ивановичу, в четвёртое лето от рождения его, в преименитом и царствующем граде Москве, в лето 7065 (1557) июня в 8 день»).
В 1591 году Павлом Сапегой в дар от польского короля Сигизмунда III царю Фёдору Иоанновичу был поднесён шлем австрийской работы, избыточно украшенный рельефами. Этот шлем склёпан из двух половин и снабжён полями.
Царский шлем использовался во время церемоний, его держал главный оруженосец — оружничий.